# Aja
 For alternative betydninger, se Aia.
Aja er et pigenavn. Det forekommer også i formen Aia. I alt omkring 300 danskere bærer et af disse navne ifølge Danmarks Statistik.

## Navnet anvendt i fiktion
- Aia er navnet på Egtvedpigen i musicalen Egtvedpigen.